# Ribera de Mentet
La Ribera de Mentet, o Rec de Mentet (de vegades també anomenat Riu de Mentet), és un riu de la comarca del Conflent, a la Catalunya del Nord, que neix en el terme de Mentet i discorre posteriorment pel de Nyer i pel límit dels de Nyer i Soanyes. S'aboca en la Tet a l'extrem nord-oest del terme comunal de Nyer, al límit amb el de Soanyes.

## Terme de Mentet
La Ribera de Mentet es forma a prop a l'oest del poble de Mentet per la unió de la Ribera del Ressec i la Ribera de l'Alemany. Des d'aquest lloc s'adreça al nord-oest, i just al límit dels termes comunals de Mentet i de Nyer rep per l'esquerra la Ribera de Queret.

## Límit dels termes de Mentet i de Nyer
Aproximadament al llarg de 350 metres, la Ribera de Mentet fa de termenal entre aquests dos termes, deixant a l'oest la Serra de Poca-roba i a l'est la partida de Mentet de la Farga Vella. Després entra plenament en el terme comunal de Nyer.

## Terme de Nyer
El recorregut d'aquest riu pel terme de Nyer és sinuós i enmig d'un paisatge tan trencat, que no permet el pas de cap carretera o camí que permeti de remuntar el riu fins al poble on s'origina. Així, l'accés al poble de Mentet s'ha de fer des de Pi de Conflent a través del Coll de Mentet.
Després del breu tram inicial on el riu fa de termenal entre Mentet i Nyer, recorre una vall molt tancada, passant a ponent del Solà del Blai, on hi ha la Font de les Eres. Al llarg d'aquesta vall tancada rep per l'esquerra el Còrrec de Poca-roba i per la dreta els d'en Jaume Batlle i de Juliol. És un tram molt sinuós, retorçat, fins que entra en un altre tram de vall molt tancat quan rep per l'esquerra el Còrrec de l'Orri, de llarg recorregut des del sud-oest del terme, i al cap de poc, pel mateix costat, el Còrrec de Moreries; poc després, ara per al dreta, el Còrrec de la Pregonella. Sempre en una vall closa i recargolada, rep per la dreta el Còrrec dels Colits. Sempre de forma molt sinuosa, travessa les Gorges de Nyer, al final de les quals rep per l'esquerra el Còrrec de la Coma dels Horts, i poc després passa el Pas d'en Pi. De seguida arriba sota l'ermita de Nostra Senyora de la Roca, a la qual fa pràcticament la volta per sota i pel costat de ponent.
Poc abans d'arribar al poble de Nyer, rep per la dreta primer el Còrrec de la Grevolosa, i després el de la Trilla, i just sota l'angle sud-oest del poble rep per l'esquerra el Còrrec de l'Erola. En aquest lloc la Ribera de Mentet deixa de tenir un curs tan sinuós, i emprèn la direcció nord-oest. Passa a ponent del Mas de Mallol, poc després passa per sota de la línia de ferrocarril i corre un petit tram paral·lel a la via del tren i a la carretera D - 57. De seguida, però, mig abandona el terme de Nyer.

## Límit dels termes de Nyer i Soanyes
La riba esquerra continua essent del terme de Nyer, però la dreta és ara de Soanyes. Tot just són 100 metres, fent de termenal entre aquestes dues comunes. Finalment, s'aboca en la Tet davant i al sud-est del Molí del Pont Nou de Canavelles i Soanyes.